# Szociáldemokrata Ifjúsági Mozgalom
A Szociáldemokrata Ifjúsági Mozgalom nagy történelmi múlttal rendelkező ifjúsági szervezet, amelyet 1890-ben[forrás?] alapítottak. A megalakulását követő 120 év[forrás?] során volt, hogy üldözték és tiltották, de ennek ellenére mégis képviselte magát a magyar politikai életben.

## Új időszámítás
2010. augusztus 14-én, szombaton tartotta meg kongresszusát a Szociáldemokrata Ifjúsági Mozgalom. Fő napirendi pontként az önkormányzati választások, alapszabály módosítás és tisztségviselő választás szerepelt. Egyes vezetőségi tagok lemondása miatt, új elnökség és országos ellenőrző bizottság került megválasztásra. Az új vezetés kinyilatkozta, hogy a szociáldemokrácia elkötelezett híveiként, egységben fogják végezni tevékenységüket, szem előtt tartva a 120 éves hagyományt, melyet a SZIM hagyott rájuk örökül. - Szabadság, igazságosság, szolidaritás!

## Célja
A Szociáldemokrata Ifjúsági Mozgalom, újra kívánja definiálni a szociáldemokrácia fogalmát, a politikai híd szerepét igyekszik betölteni a baloldalon, törekedve a valóban szociáldemokrata eszméket valló és azt gyakorló pártokkal, szervezetekkel történő együttműködésre.
A szociáldemokrata értékek megtartása mellett, a demokrácia elkötelezett híveiként, támogatja a jóléti ellátórendszerek fejlesztését, a szolidaritást, a társadalomban kialakuló egyenlőtlenségek csökkentését és egy valóban esélyteremtő állam kialakítását.